# 彭丘

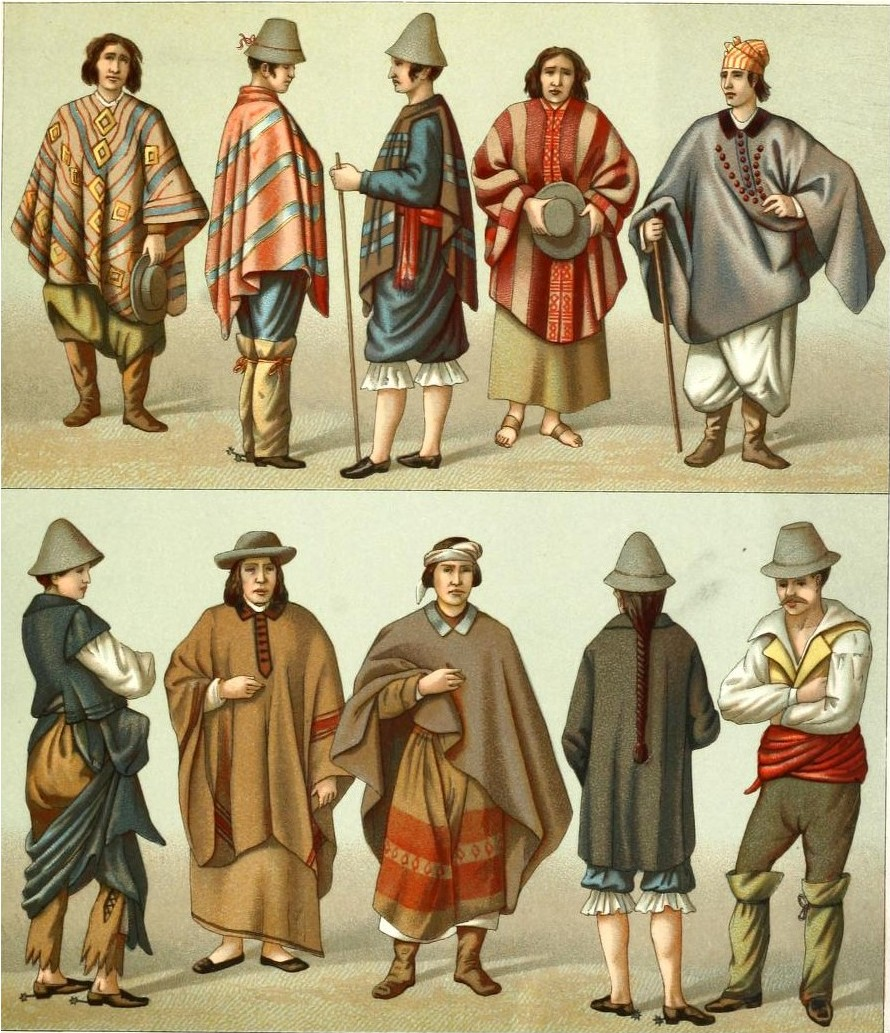
十九世纪智利的马普切人和瓦索斯人穿著的彭丘

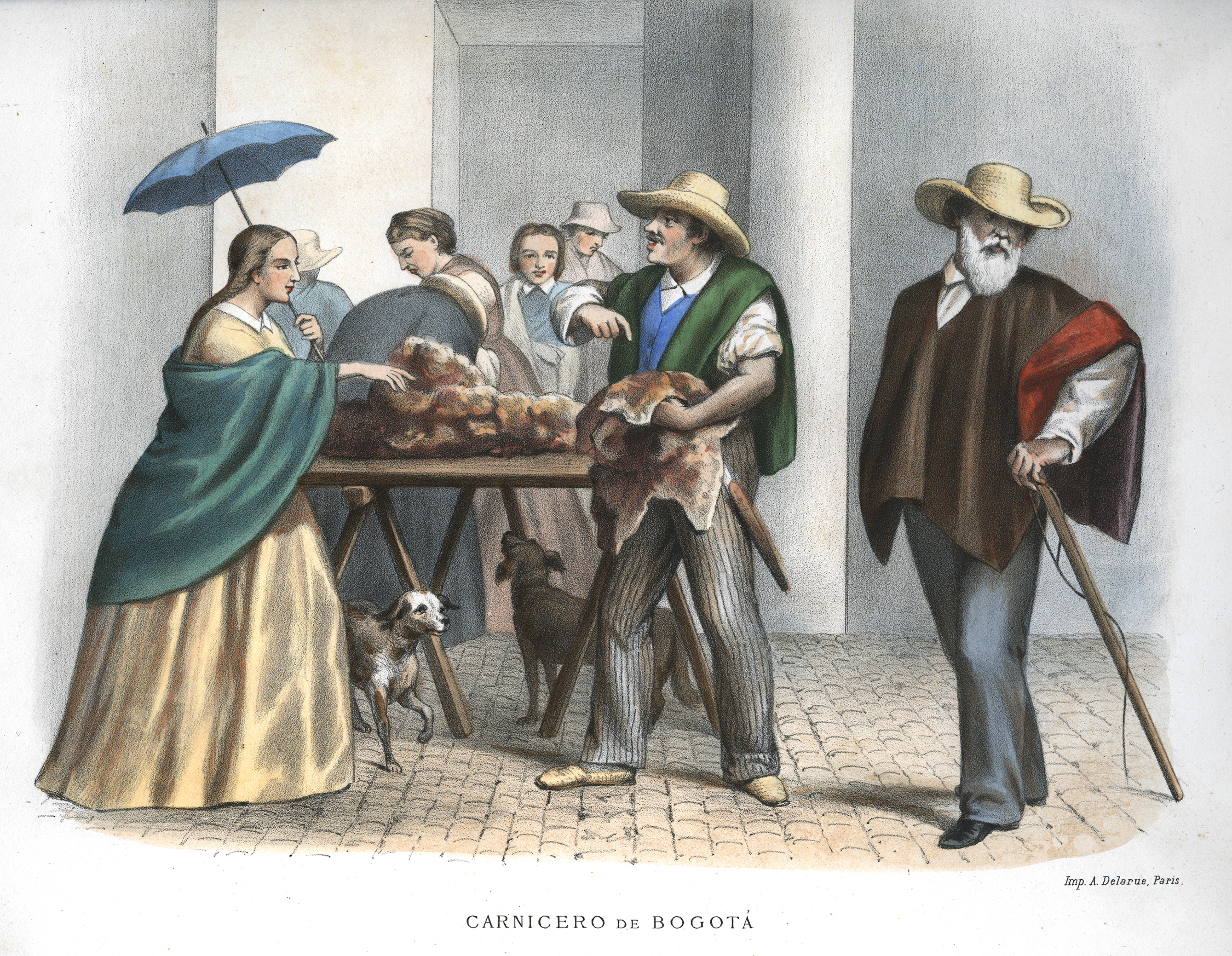
约1860年波哥大，當地人穿著的彭丘

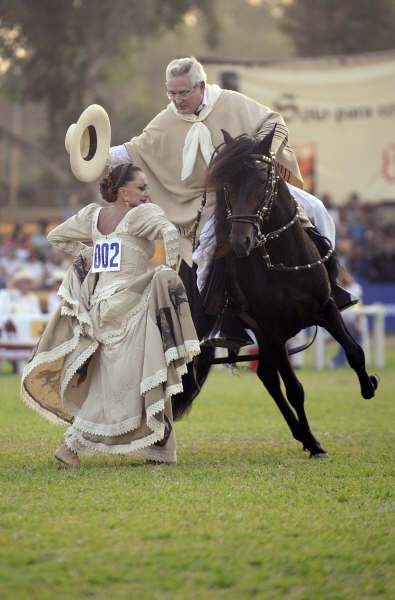
秘鲁的彭丘

彭丘（Poncho） 是一种起源于美洲的寬鬆外衣（套头披风），由羊駝毛等织物以及其他防水材料制成。在前哥倫布時期的安地斯山脈、巴塔哥尼亞和墨西哥谷，當地的美洲原住民就已經開始穿著彭丘。一些欧洲白人來到美洲後也開始穿彭丘。